# Preston Hall (Pathhead)
Preston Hall, auch Prestonhall, ist ein Herrenhaus nahe der schottischen Ortschaft Pathhead in der Council Area Midlothian. 1971 wurde das klassizistische Bauwerk in die schottischen Denkmallisten in der höchsten Kategorie A aufgenommen. Des Weiteren sind verschiedene Außengebäude als Denkmäler der Kategorien A, B oder C klassifiziert. Zuletzt bilden alle sechs Kategorie-A-Bauwerke gemeinsam ein Denkmalensemble der Kategorie A.

## Geschichte
Wahrscheinlich entstand das erste Herrenhaus an diesem Ort um das Jahr 1700. Bauherr war Roderick McKenzie, ein Lordrichter, Bruder von George Mackenzie, 1. Earl of Cromartie und ab 1703 Lord Prestonhall. Die 2. Duchess of Gordon erwarb das Anwesen im Jahre 1738 und beauftragte um 1740 den schottischen Architekten William Adam mit der Umgestaltung des Gebäudes. Als Tochter von Charles Mordaunt, 3. Earl of Peterborough war die Fürstin mit der Landwirtschaft vertraut und trieb diese auf den Ländereien voran. In der ersten Hälfte des 18. Jahrhunderts wurden außerdem die Parkanlagen des Anwesens gestaltet. Das Grundmuster bis heute weitgehend unverändert. Adam Gordon erbte Preston Hall 1760. Dieser investierte viel in die Gestaltung der Außenanlagen und veräußerte das Anwesen, nachdem er es als nahezu perfekt ansah.
Nachdem lange kein Käufer für Prestonhall gefunden wurde, erwarb Alexander Callander das Herrenhaus im Jahre 1789. Bis zu diesem Zeitpunkt war dieses bereits mehrere Jahre vernachlässigt worden, worunter die Substanz gelitten hatte. Callander hatte sein Vermögen in Indien gemacht und erwarb vor seiner Rückkehr nach Schottland neben Preston Hall auch Crichton Castle. Er beauftragte Robert Mitchell mit der Überarbeitung des Anwesens, wobei sich das Herrenhaus in einem solch schlechten Zustand befand, dass man sich für einen Abbruch und Neubau entschied. Mitchells Arbeiten waren vor Callanders Ableben noch nicht beendet. Preston Hall ging an John Callander, Alexander Callanders Bruder, der Thomas White mit der Fertigstellung betraute. Wahrscheinlich 1801 waren die Arbeiten abgeschlossen. Im Rahmen einer Umgestaltung im Jahre 1832 wurde unter anderem der Eingang an die Nordseite gelegt. Bis heute befindet sich Preston Hall im Besitz der Familie Callander.

## Außengebäude

### North Gate
Das Nordtor markiert die nördliche Zufahrt zu den Ländereien von Preston Hall. Es liegt isoliert in einem Wald zurückversetzt von einer Nebenstraßen nach Pathhead und nimmt heute keine Funktion mehr ein. North Gate entstand um 1740 und gehört damit zu den ältesten erhaltenen Bauwerken der Anlage. Zwei Torpfeiler flankieren die Einfahrt. Ihr Mauerwerk besteht aus Bruchstein und ist von Sandsteinplatten verkleidet. Die Pfeiler sind mit abwechselnden Bändern aus mit Schilf ornamentierten und glattpolierten Platten gestaltet. Sie schließen mit aufsitzenden, mit Blättermotiven verzierten Urnen. Die Rückseiten der Pfeiler sind einfacher gestaltet. Das schmiedeeiserne, zweiflüglige Tor ist neueren Datums. North Gate ist als Denkmal der Kategorie A klassifiziert.

### Stallungen
Die rund 200 m nordöstlich des Haupthauses gelegenen Stallungen sind als Kategorie A-Denkmal eingestuft. Sie wurden im Rahmen des Neubaus von Preston Hall im Jahre 1795 von Robert Mitchell entworfen. Ein eigener Zufahrtsweg beginnend an der Keeper’s Lodge endet dort aus östlicher Richtung kommend. Die klassizistisch gestalteten Stallungen bestehen aus vier länglichen Gebäuden, die zu einem Quadrat angeordnet sind und einen Innenhof umfassen. Der Zufahrtsweg aus Richtung von Preston Hall erreicht die Westseite. An dieser besteht das Mauerwerk aus Quadersteinen, während an den restlichen Seiten Bruchstein verbaut wurde. An der Westseite bekrönt ein von toskanischen Säulen getragener Dreiecksgiebel mit schmucklosem Tympanon den auf den Innenhof führenden Torweg. Diesen versperrt ein geschwungenes, gusseisernes Tor.

### Lion’s Gate

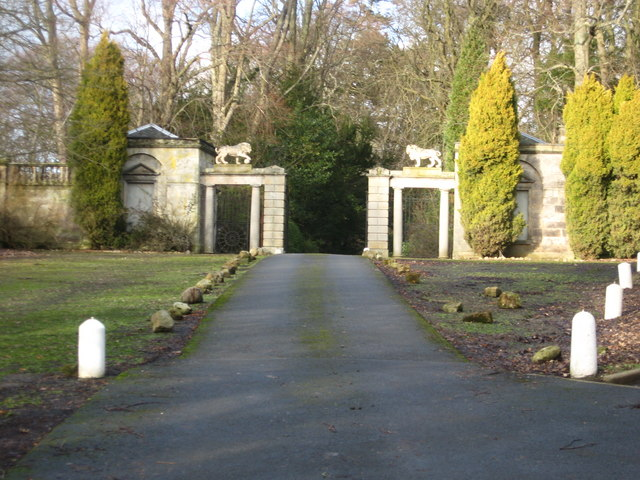
Lion’s Gate

Den aus Süden kommenden Hauptzufahrtsweg, der durch ein Wäldchen entlang des Tynes zu Preston Hall führt, flankiert das Lion’s Gate. Es wurde um 1795 von Robert Mitchell erbaut. Lion’s Gate besteht aus zwei klassizistischen, identischen Lodges mit quadratischem Grundriss und Pyramidendach. Die blinden Rundbogenfenster an der Südseite bekrönen Dreiecksgiebel. Nach Außen gehen Blendmauern mit Balustraden ab. Das Tor befindet sich zwischen den Gebäuden. Es besteht aus einem Hauptfahrweg, den zwei Fußgängerpforten flankieren. Den Fahrweg versperrt ein reich ornamentiertes gusseisernes zweiflügliges Tor, während an den Fußgängerwegen nur einflüglige Tore verbaut wurden. Diese sind mit toskanischen Säulen gestaltet, die einen Architrav tragen. Auf diesem ruhen Löwenskulpturen aus Coade-Stein, von denen sich der Name des Tores ableitet. Lion’s Gate ist sowohl eigenständig als Kategorie-A-Denkmal klassifiziert, als auch Teil des Kategorie-A-Ensembles. 2012 wurde das Bauwerk in das Register gefährdeter denkmalgeschützter Bauwerke in Schottland eingetragen. Sein Zustand wurde 2022 als sehr schlecht bei gleichzeitig hoher Gefährdung eingestuft.

### The Temple

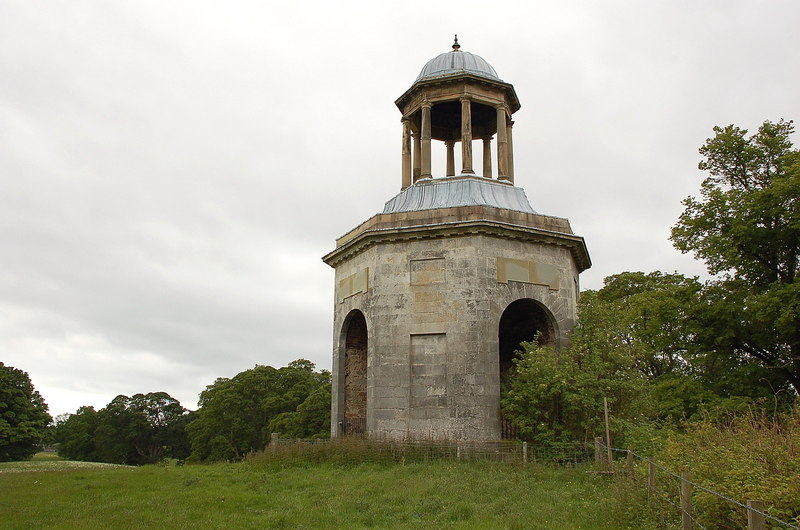
The Temple

Bei „The Temple“ handelt es sich um einen als Kategorie-A-Bauwerk eingestuften oktogonalen Bau auf den Ländereien von Preston Hall rund 700 m nördlich des Haupthauses. Er wurde ebenfalls um 1795 nach einem Plan von Robert Mitchell erbaut. Ursprünglich war The Temple als Mausoleum Alexander Callendars geplant, dieser verstarb jedoch vor dessen Fertigstellung, sodass es nie seine eigentliche Bestimmung erfüllte. Die Fassaden bestehen aus Sandsteinquadern, die am Sockelgesimse stark bossiert sind, während im Innenraum grob zu Quadern behauener Sandstein sowie Backstein verbaut wurde. Der ostexponierte Eingang ist mit Rundbogen und schlichtem schmiedeeisernen Tor gestaltet. Auf dem Dach sitzt eine Laterne mit acht toskanischen Säulen aus Sandstein auf.

### Gärten
Auch die 1795 von Mitchell gestalteten Gärten von Preston Hall sind als Denkmal der Kategorie A eingestuft. Eine Backsteinmauer umfriedet das nahezu quadratische Areal. Von dem rund 200 m südöstlich gelegenen Haupthaus führt ein Weg durch einen Torweg an der Südseite zu den Gärten. Wie zu dieser Zeit üblich ist die Anlage mit zwei Türmen gestaltet, die sich gegenüber der Einfahrt an der Nordseite erheben. Einer der Türme beherbergte Räume, die als Teeräume oder Bibliothek genutzt wurden. Die Gärten werden durch zwei kreuzende Hauptwege in vier gleich große Flächen unterteilt. Ehemals existente Glashäuser sind heute nicht mehr erhalten. An der Nordseite schließt sich eine weitere umfriedete Fläche an die Gärten an. Dort befindet sich das ehemalige Wohnhaus des Gärtners. Die Flächen waren teilweise mit Glashäusern bestückt und dienten der Pflanzenzucht. Heute sind die Gärten ungenutzt und verwildert.

### Preston Dene House
Es handelt sich um eine ein- bis zweistöckige Villa mit grob L-förmigem Grundriss rund einen Kilometer östlich von Preston Hall. Preston Dene House wurde als Wohnhaus des Verwalters des Anwesens im Jahre 1891 nach einem Entwurf des schottischen Architekten John Kinross erbaut. Das Mauerwerk der im Arts-and-Crafts-Stil gestalteten Villa besteht aus Sandsteinquadern von unregelmäßiger Größe. Seit 1979 ist das Gebäude als Denkmal der Kategorie B klassifiziert.

### Preston Cottage
Preston Cottage liegt an der Kreuzung zwischen der B6367 und einer Nebenstraße rund 600 m südöstlich von Preston Hall. Am selben Standort existierte ein Vorgängerbauwerk aus der ersten Hälfte des 18. Jahrhunderts. Aus den Plänen der 1790er Jahre ist ersichtlich, dass im Zuge der Umgestaltungen ursprünglich flankierende Cottages entsprechend jenen am Lion’s Gate geplant waren. Diese wurden aber offensichtlich nicht ausgeführt. Preston Cottage stammt aus der Mitte des 19. Jahrhunderts. Es handelt sich um ein einstöckiges Gebäude mit L-förmigem Grundriss. Es wurde ein Schichtenmauerwerk aus behauenem Bruchstein gewählt. Der Eingangsbereich an der Südostseite ist mit Pilastern gestaltet. Das Gebäude schließt mit einem schiefergedeckten Walmdach. Zwei quadratische Pfosten mit pyramidenförmigem Abschluss flankieren den Zufahrtsweg zu dem Gebäude. Preston Cottage ist seit 2003 ein Baudenkmal der Kategorie C.

### Keeper’s Lodge

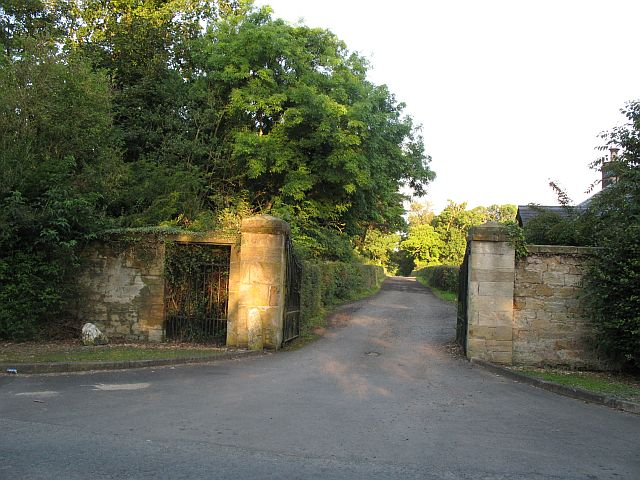
Zufahrtsweg zu den Stallungen. Rechts sind Teile der Keeper’s Lodge zu sehen.

Die Keeper’s Lodge ist ebenfalls ein Kategorie-C-Denkmal. Sie liegt an der B6367 rund 600 östlich von Preston Hall. Das einstöckige Gebäude entstand in der Mitte des 19. Jahrhunderts. Es schließt mit zwei parallelen schiefergedeckten Walmdächern. An der Ostseite ragen Schornsteine mittig aus dem Walmen. An der Rückseite geht ein kurzer Anbau ab. Während das Mauerwerk an der südexponierten Frontseite mit Quadersteinen verkleidet ist, tritt an den restlichen Seiten das Bruchsteinmauerwerk zu Tage. Der Eingangsbereich ist mit hölzernem Vordach gestaltet. Südlich der Lodge verläuft der Zufahrtsweg zu den Stallungen. Diesen flankieren massive Torpfosten aus Steinquadern. Links des Zufahrtsweges führt ein Fußgängerweg auf das Gelände. Dort ist ein schmiedeeisernes, einflügliges Tor zu finden.

### Icehouse
Es handelt sich um Eishaus, das isoliert etwa auf halbem Weg zwischen Preston Hall und dem Tyne gelegen ist. Das Gebäude stammt aus dem späten 18. Jahrhundert und weist die für diese Zeit typischen Merkmale eines solchen Gebäudes auf. So ist das weitgehend schmucklose Haus auf einer leichten Anhöhe gelegen, um den Ablauf von Wasser zu unterstützen. Nahrungsmittel wurde auf einer Strohschicht gelagert, die ein Eislager bedeckte. Einmal mit Eis bestückt, geht man von einer dreijährigen Kühldauer aus. Das Mauerwerk besteht aus Bruchstein vom Sandstein und ist teilweise verputzt.